# Microlicia sublaevis
Microlicia sublaevis är en tvåhjärtbladig växtart som beskrevs av Célestin Alfred Cogniaux och Auguste François Marie Glaziou. Microlicia sublaevis ingår i släktet Microlicia och familjen Melastomataceae. Inga underarter finns listade i Catalogue of Life.